# شنطوب
شنطوب أو ملوية (الاسم العلمي: Pentatropis)، جنس نباتات من الفصيلة الدفلية . وصفت أول مرة في عام 1834.] أعطانها الأصلية في إفريقيا وجنوب آسيا
الأنواع
1. Pentatropis bentii (N.E.Br.) Liede - من شبه الجزيرة العربية إلى باكستان
2. Pentatropis capensis (L.f.) Bullock - الهند، باكستان، سيريلانكا
3. Pentatropis fasciculatus (K. Schum.) N.E.Br. -إفريقيا الاستوائية
4. Pentatropis nivalis (J.F.Gmel.) D.V.Field & J.R.I.Wood - إفريقيا الجنوبية، مدغشقر
5. Pentatropis novo-guineensis Valeton - غينيا الجديدة
6. Pentatropis oblongifolia (Costantin) Liede - تايلاند
7. Pentatropis pierrei Costantin - فيتنام
8. Pentatropis rigida Chiov. - الصومال
9. Pentatropis senegalensis Decne. - غرب إفريقيا

الأنواع السابقة
نُقلت إلى أجناس أخرى (أخريط, مديد, خلجة, ذو الذكر الخطمي)
1. P. atropurpurea الآن Daemia atropurpurea
2. P. kempeana الآن Daemia kempeana
3. P. linearis الآن ذو الذكر الخطمي
4. P. officinalis الآن Cynanchum officinale
5. P. quinquepartita الآن Daemia quinquepartita
6. P. spiralis الآن Blyttia spiralis